# Тувинский язык
Туви́нский язы́к (тув. тыва дыл; устаревшее название — урянхайский язык) — язык тувинцев, относящийся к саянской группе тюркских языков. Литературный тувинский язык сложился к 1930—1950-м гг.
Является государственным языком Республики Тыва.
В 2020 г. было около 252 953 носителей тувинского языка.
В июле 2024 года тувинский язык появился в Google Переводчике.

## Письменность
До 1930 года тувинский язык не имел своей письменности. В личной переписке, а с середины 1920-х и в печатных изданиях тувинцы пользовались литературным монгольским языком, письменность которого была основана на традиционном старомонгольском письме.
В 1926 году правительство Тувинской Народной Республики обратилось к советским учёным с просьбой о разработке собственно тувинской письменности. Первый проект тувинского алфавита на основе кириллицы был составлен Романом Бузыкаевым (1875—1939) и Б. Брюхановым (Сотпа) в 1927 году. Этот алфавит содержал буквы Аа, Бб, Вв, Гг, Дд, Ёё, Жж, Ӝӝ, Зз, Ии, Йй, Кк, Лл, Мм, Нн, Ҥҥ, Оо, Ӧӧ, Пп, Рр, Сс, Тт, Уу, Ӱӱ, Хх, Чч, Шш, Ыы. На этом алфавите был издан первый тувинский букварь, однако дальнейшего развития этот проект не получил. В 1928 году был предложен вариант латинского алфавита тувинской письменности, разработанный ламой Монгуш Лопсан-Чимитом, сначала он получил одобрение, но вскоре после начала его внедрения данный алфавит был отвергнут по политическим причинам, поскольку «привлекать лам к разработке алфавита политически нецелесообразно».
В 1930 году для тувинского языка был введён алфавит на основе латинского (единый тюркский алфавит — яналиф):
| A a | B ʙ | C c | D d | E e | F f | G g | Ƣ ƣ |
| H h | I i | J j | Ɉ ɉ | K k | L l | M m | N n |
| Ꞑ ꞑ | O o | Ө ө | P p | R r | S s | Ş ş | T t |
| U u | V v | X x | Y y | Z z | Ƶ ƶ | Ь ь |     |

Буква Ɉ ɉ исключена из алфавита в 1931 году.
В 1941 году был разработан, а в 1943 году узаконен модифицированный кириллический алфавит:
| А а | Б б | В в | Г г | Д д | Е е | Ё ё | Ж ж |
| З з | И и | Й й | К к | Л л | М м | Н н | Ң ң |
| О о | Ө ө | П п | Р р | С с | Т т | У у | Ү ү |
| Ф ф | Х х | Ц ц | Ч ч | Ш ш | Щ щ | Ъ ъ | Ы ы |
| Ь ь | Э э | Ю ю | Я я |     |     |     |     |

Дополнительные (по отношению к русскому алфавиту) буквы тувинского алфавита:
- Ңң (латинское ng, в МФА — [ŋ]),
- Өө (латинское ö, в МФА — [ø]),
- Үү (латинское ü, в МФА — [y]).

Слова тувинского языка не могут начинаться со звука [ŋ].

## Диалекты
В тувинском языке выделяется 4 диалекта: центральный, западный, северо-восточный и юго-восточный.

## Лингвистическая характеристика

### Фонетика

#### Согласные
|               | Губные | Альвеолярные | Постальвеолярные | Палатальные | Велярные |
| ------------- | ------ | ------------ | ---------------- | ----------- | -------- |
| Носовые       | m      | n            |                  |             | ŋ        |
| Взрывные      | p      | t            |                  |             | k / g    |
| Аффрикаты     |        | (t͡s)         |                  | t͡ʃ          |          |
| Сибилянты     | (f)    | s / z        | ʃ / ʒ            |             | x        |
| Ударные       |        | ɾ            |                  |             |          |
| Аппроксиманты | ʋ      | l            |                  | j           |          |

Глухой губно-зубной спирант /f/ и глухая альвеолярная аффриката /t͡s/ появляются только в словах, заимствованных из русского языка.
Характерно противопоставление сильных и слабых согласных (пар «тигр» — бар «есть»), кратких, долгих и фарингализованных гласных (от «огонь» — оът «трава»), стяжение морфемной структуры слов в результате фонетических процессов (келир > кээр «прийти», кижиге > кижээ «человеку»).

### Морфология
В тувинском языке выделяются два основных вида морфем — корень и аффикс. Как и все тюркские языки, относится к языкам агглютинативного строя, в котором словоизменение происходит путём последовательного присоединения к основе аффиксов.

#### Типы основ
Основы слова делятся на непроизводные и производные, последние, в свою очередь, на простые и сложные.
Непроизводная основа представляет собой корень-слово, которое не может быть разложено на составляющие элементы: кижи «человек», бижи «пиши», ажыл «работа», аң «зверь».
Производная простая основа может содержать один или несколько аффиксов: кижи-зи-д-илге «воспитание», киж-зи-д-икчи «воспитатель»; бижи-к «письменность», «грамота», бижи-д-икчи «подписчик»; ажыл-да «работай», ажыл-да-ар (инфинитив и причастие будущего времени) «работать», «тот, кто будет работать», «тот, кому свойственно работать (кто всегда работает)», ажыл-да-кчы «работник»; аң-на «охоться», аң-на-ар «охотиться», «тот, кто будет охотиться», «тот, кому свойственно охотиться (кто всегда охотится)», аң-чы «охотник».
Производная сложная состоит из двух корней и представляет собой сложное слово (нарын сөс). Например: ада-ие «родители» (ада «отец» + ие «мать»), аас-кежик «счастье» (аас «рот» + кежик «благо»), саржаг «коровье масло» (сарыг «желтый» + чаг «сало») и т. д.

#### Типы аффиксов
Аффиксы в тувинском языке делятся на два типа — слово- и формообразовательные (чогаадылга кожумаа) и словоизменительные (өскертилге кожумаа).
Словообразовательные аффиксы образуют слово с новым лексическим значением, зачастую принадлежащее к другой части речи: чурт «страна» > чурт-та «живи» > чурт-та-лга «жизнь»; угаан «ум» > угаан-ныг «умный»; сүт «молоко» > сүт-түг «молочный» > сүт-тэ-эр: «добавлять молоко», «ходить за молоком».
Формообразовательные аффиксы не меняют лексическое значение слова, но добавляют к нему дополнительные значения и образуют грамматические формы, которые не связаны с синтаксическим употреблением данного слова. Примерами могут служить уменьшительно-ласкательные аффиксы, а также аффиксы интенсивной, недостаточной и превосходной степени прилагательных и др.: орук «дорога» — орук-чугаш «небольшая дорога», «тропинка»; кызыл «красный» — кызыл-зымаар «красноватый», бажың «дом», «здание» — бажың-чыгаш «домик», «небольшое здание», биче «малый» — биче-жек «маловатый».
Словоизменительные аффиксы также образуют различные грамматические формы слова, которые связаны только с его синтаксическим употреблением. В их число входят падежные показатели, аффиксы множественного числа и принадлежности, а также личные аффиксы глаголов: ном «книга» — ном-да «в книге» ; эш «друг» — эш-тер «друзья» — эш-тер-им «мои друзья», эш-тер-иң «твои друзья», эш-тер-и «его (ее) друзья»; чорт-уп-тум «(я) отправил», чорт-уп-туң «(ты) отправил(а)», чорт-уп-ту «отправил(а)».
В тувинском языке, как и во всех тюркских, каждому аффиксу соответствует только одно грамматическое значение. Например:
| Слово              | кыдырааш | кыдырааштар                      | кыдырааштарың                       | кыдырааштарыңда            |
| Добавляемый аффикс | (нет)    | аффикс множественного числа -тар | аффикс принадлежности 2-го лица -ың | аффикс местного падежа -да |
| Значение           | тетрадь  | тетради                          | твои тетради                        | в твоих тетрадях           |

### Синтаксис
Тувинский язык принадлежит к числу языков с базовым порядком SOV. Например:
| Мен               | Кызылда        | чурттап | турар | мен                                           |
| Я                 | Кызыл МЕСТ. П. | живущий | есть  | 1-ОЕ ЛИЦО, ЕД. Ч. (предикативное местоимение) |
| S                 | O              | V       | V     | V                                             |
| «Я живу в Кызыле» |                |         |       |                                               |

## Пример языка
Тувинский:
- Сербитте Хаан демир терекке аъдын баглап алгаш, боду улуг одун от кылып алгаштыӊ ооргалап удуй берип-тир.

Русский:
- «Сербитте Хан, привязав коня к железному тополю, разжёг большой костёр, заснул, грея спину (у костра)».